# Liste des députés du Cher
 (mai 2025).
Cet article propose une liste des députés élus dans le Cher

## Députés du Cher sous la Ve République

### Dix-septième législature (2024-)
| Circ.                     | Nom                        | Parti | Parti    | Suppléant       |
| ------------------------- | -------------------------- | ----- | -------- | --------------- |
| Première circonscription  | François Cormier-Bouligeon |       | RE       | Denis Coquery   |
| Deuxième circonscription  | Nicolas Sansu              |       | PCF      | Irène Félix     |
| Troisième circonscription | Loïc Kervran               |       | Horizons | Emmanuel Riotte |

### Seizième législature (2022-2024)
| Circ.                     | Nom                        | Parti | Parti    | Suppléant     |
| ------------------------- | -------------------------- | ----- | -------- | ------------- |
| Première circonscription  | François Cormier-Bouligeon |       | REM      | Denis Coquery |
| Deuxième circonscription  | Nicolas Sansu              |       | PCF      | Yvon Beuchon  |
| Troisième circonscription | Loïc Kervran               |       | Horizons | Nora Viviani  |

### Quinzième législature (2017-2022)
| Circ.                     | Nom                        | Parti | Parti | Suppléant        |
| ------------------------- | -------------------------- | ----- | ----- | ---------------- |
| Première circonscription  | François Cormier-Bouligeon |       | REM   | Bernard Rousseau |
| Deuxième circonscription  | Nadia Essayan              |       | MoDem | Philippe Debroye |
| Troisième circonscription | Loïc Kervran               |       | REM   | Élisabeth Pol    |

### Législature 2012-2017
| Circonscription     | Identité      | Parti    | Autres mandats           | Suppléant             |
| ------------------- | ------------- | -------- | ------------------------ | --------------------- |
| 1re circonscription | Yves Fromion  | LR       | Maire d'Aubigny-sur-Nère | Véronique Fenoll      |
| 2e circonscription  | Nicolas Sansu | FG (PCF) | Maire de Vierzon         | Jean-Michel Guérineau |
| 3e circonscription  | Yann Galut    | PS       |                          | Janine Bernardet      |

### Législature 2007-2012
| Circonscription     | Identité             | Parti | Autres mandats           | Suppléant       |
| ------------------- | -------------------- | ----- | ------------------------ | --------------- |
| 1re circonscription | Yves Fromion         | UMP   | Maire d'Aubigny-sur-Nère | Monique Charles |
| 2e circonscription  | Jean-Claude Sandrier | PCF   |                          | François Dumon  |
| 3e circonscription  | Louis Cosyns         | UMP   | Maire de Dun-sur-Auron   | Roland Chamiot  |

### Législature 2002-2007
| Circonscription     | Identité             | Parti | Autres mandats           | Suppléant       |
| ------------------- | -------------------- | ----- | ------------------------ | --------------- |
| 1re circonscription | Yves Fromion         | UMP   | Maire d'Aubigny-sur-Nère | Monique Charles |
| 2e circonscription  | Jean-Claude Sandrier | PCF   |                          | François Dumon  |
| 3e circonscription  | Louis Cosyns         | UMP   | Maire de Dun-sur-Auron   | Roland Chamiot  |

### Législature 1997-2002
| Circonscription     | Identité             | Parti | Autres mandats!                 | Suppléant      |
| ------------------- | -------------------- | ----- | ------------------------------- | -------------- |
| 1re circonscription | Yves Fromion         | RPR   | Maire d'Aubigny-sur-Nère        | Alain Tanton   |
| 2e circonscription  | Jean-Claude Sandrier | PCF   | Conseiller municipal de Bourges | François Dumon |
| 3e circonscription  | Yann Galut           | PS    | Conseiller municipal de Bourges | Serge Méchin   |

### Législature 1993-1997
| Circonscription     | Identité              | Parti  | Autres mandats!                                                       | Suppléant            |
| ------------------- | --------------------- | ------ | --------------------------------------------------------------------- | -------------------- |
| 1re circonscription | Jean-François Deniau  | UDF-PR | Président du conseil général du Cher, conseiller général de Bourges-4 | Yves Fromion         |
| 2e circonscription  | Franck Thomas-Richard | UDF-PR | Conseiller général de Bourges-2                                       | François des Georges |
| 3e circonscription  | Serge Lepeltier       | RPR    | Conseiller municipal de Bourges, conseiller régional du Centre        | Alain Tanton         |

### Législature 1988-1993
| Circonscription     | Identité             | Parti  | Autres mandats!                                                       | Suppléant         |
| ------------------- | -------------------- | ------ | --------------------------------------------------------------------- | ----------------- |
| 1re circonscription | Jean-François Deniau | UDF-PR | Président du conseil général du Cher, conseiller général de Bourges-4 | Jean Boinvilliers |
| 2e circonscription  | Jacques Rimbault     | PCF    | Maire de Bourges                                                      | Roger Coulon      |
| 3e circonscription  | Alain Calmat         | DVG    |                                                                       | Denis Durand      |

### Législature 1986-1988
Élection à la proportionnelle :
| Identité             | Parti  | Autres mandats                                                        |
| -------------------- | ------ | --------------------------------------------------------------------- |
| Alain Calmat         | DVG    |                                                                       |
| Jean-François Deniau | UDF-PR | Président du conseil général du Cher, conseiller général de Bourges-4 |
| Jacques Rimbault     | PCF    | Maire de Bourges                                                      |

### Législature 1981-1986
| Circonscription     | Identité         | Parti | Autres mandats!                                   | Suppléant       |
| ------------------- | ---------------- | ----- | ------------------------------------------------- | --------------- |
| 1re circonscription | Jacques Rimbault | PCF   | Maire de Bourges, conseiller général de Bourges-1 | Jeanine Gourier |
| 2e circonscription  | Jean Rousseau    | PS    | Adjoint au maire de Vierzon                       | Rolland Baduel  |
| 3e circonscription  | Berthe Fiévet    | PS    | Conseillère municipale de Dun-sur-Auron           | Jean-Marie Roux |

### Législature 1978-1981
| Circonscription     | Identité                          | Parti   | Autres mandats                                                                           | Suppléant       |
| ------------------- | --------------------------------- | ------- | ---------------------------------------------------------------------------------------- | --------------- |
| 1re circonscription | Jean-François Deniau Henri Moulle | UDF RPR | . Maire d'Allogny                                                                        | Henri Moulle .  |
| 2e circonscription  | Jean Boinvilliers                 | RPR     | Maire de Brinon-sur-Sauldre                                                              | Pierre Jacquet  |
| 3e circonscription  | Maurice Papon René Dubreuil       | RPR     | Maire de Saint-Amand-Montrond Maire du Châtelet, conseiller général du Châtelet-en-Berry | René Dubreuil . |

### Législature 1973-1978
| Circonscription     | Identité          | Parti | Autres mandats                | Suppléant      |
| ------------------- | ----------------- | ----- | ----------------------------- | -------------- |
| 1re circonscription | Raymond Boisdé    | RI    | Maire de Bourges              | Henri Lichon   |
| 2e circonscription  | Jean Boinvilliers | UDR   | Maire de Brinon-sur-Sauldre   | Pierre Jacquet |
| 3e circonscription  | Maurice Papon     | UDR   | Maire de Saint-Amand-Montrond | Michel Lafay   |

### Législature 1968-1973
| Circonscription     | Identité          | Parti | Autres mandats              | Suppléant      |
| ------------------- | ----------------- | ----- | --------------------------- | -------------- |
| 1re circonscription | Raymond Boisdé    | RI    | Maire de Bourges            | Alfred Depège  |
| 2e circonscription  | Jean Boinvilliers | UDR   | Maire de Brinon-sur-Sauldre | Pierre Jacquet |
| 3e circonscription  | Maurice Papon     | UDR   |                             | Pierre Cordeau |

### Législature 1967-1968
| Circonscription     | Identité          | Parti | Autres mandats              | Suppléant      |
| ------------------- | ----------------- | ----- | --------------------------- | -------------- |
| 1re circonscription | Raymond Boisdé    | RI    | Maire de Bourges            | Alfred Depège  |
| 2e circonscription  | Jean Boinvilliers | UDR   | Maire de Brinon-sur-Sauldre | Pierre Jacquet |
| 3e circonscription  | Laurent Bilbeau   | PCF   |                             | René Beuchon   |

### Législature 1962-1967
| Circonscription     | Identité          | Parti | Autres mandats              | Suppléant        |
| ------------------- | ----------------- | ----- | --------------------------- | ---------------- |
| 1re circonscription | Raymond Boisdé    | RI    | Maire de Bourges            | Alfred Depège    |
| 2e circonscription  | Jean Boinvilliers | UDR   | Maire de Brinon-sur-Sauldre | Albert Jacquet   |
| 3e circonscription  | Ferdinand Roques  | UDR   |                             | Maurice Cherrier |

### Législature 1958-1962
| Circonscription     | Identité          | Parti | Autres mandats              | Suppléant        |
| ------------------- | ----------------- | ----- | --------------------------- | ---------------- |
| 1re circonscription | Raymond Boisdé    | RI    | Maire de Bourges            | André Cothenet   |
| 2e circonscription  | Jean Boinvilliers | UDR   | Maire de Brinon-sur-Sauldre | Jean Matsoukis   |
| 3e circonscription  | Ferdinand Roques  | UDR   |                             | Maurice Cherrier |

## Quatrième République(1946-1958)

### Troisième législature (1956-1958)
René Mariat (PCF)
Marcel Cherrier (PCF)
Raymond Boisdé (CNI)
Raymond Lainé (UFF)

### Deuxième législature (1951-1956)
Marcel Cherrier (PCF)
Lucien Coffin (SFIO)
Jacques Genton (Radical)
Raymond Boisdé (RPF)

### Première législature (1946-1951)
Marcel Cherrier (PCF)
Henri Lozeray  (PCF), démissionnaire le 14 mars 1950, remplacé par Angèle Chevrin (PCF)
Lucien Coffin (SFIO)
Daniel Boisdon (MRP), démissionnaire le 16 décembre 1947, remplacé par Claude Thoral (MRP)

## Gouvernement provisoire de la République Française

### Deuxième assemblée constituante (juin-novembre 1946)
Marcel Cherrier (PCF)
Henri Lozeray  (PCF)
Lucien Coffin (SFIO)
Daniel Boisdon (MRP)

### Première assemblée constituante (1945-1946)
Marcel Cherrier (PCF)
Henri Lozeray  (PCF)
Lucien Coffin (SFIO)
Daniel Boisdon (MRP)

## Députés du Cher sous laTroisième République(1870-1940)

### Assemblée nationale(1871-1876)
- Vincent Amy, Centre droit
- Arthur de Chabaud-Latour, Centre droit
- Henri Fournier, Centre droit
- Louis Gallicher, Centre gauche
- Hippolyte François Jaubert, Centre droit, décédé le 5 décembre 1874
- Ernest Duvergier de Hauranne, Centre gauche
- Léonce de Vogüé, Union des droites (Monarchiste)

### Irelégislature(1876-1877)
- Auguste Boulard, Républicain
- Philippe Devoucoux, Gauche Républicaine
- Jean Girault, Extrême-gauche
- Eugène Rollet, Extrême-gauche
- Ernest Duvergier de Hauranne, Centre gauche

### IIelégislature(1877-1881)
- Auguste Louis Albéric d'Arenberg, Conservateur
- Auguste Boulard , Républicain
- Jean Girault, Extrême-gauche
- Ernest Mingasson, Union républicaine
- Eugène Rollet, Extrême-gauche

### IIIelégislature(1881-1885)
- Michel Bellot, Extrême-gauche
- Auguste Boulard, Républicain
- Henri Chéneau, Gauche Radicale
- Henri Maret, Gauche Radicale

### IVelégislature(1885-1889)
- Henri Brisson, Union Républicaine, ancien Président de la Chambre des députés
- Casimir Lesage, Républicain Progressiste
- Henri Maret, Gauche Radicale
- Fortuné Mellot, Union Républicaine
- Christophe Pajot, Union Républicaine
- Arthur Pernollet, Union Républicaine

### Velégislature(1889-1893)
- Bourges-1 : Auguste Louis Albéric d'Arenberg, Conservateur
- Bourges-2 : Eugène Baudin, Socialiste
- Saint-Amand-1 : Christophe Pajot, Radical
- Saint-Amand-2 : François de Montsaulnin, Conservateur
- Sancerre : Henry Maret, Radical

Source : journal Le Temps du 24 septembre et du 8 octobre 1889 sur Gallica,.

### VIelégislature(1893-1898)
- Bourges-1 : Auguste Louis Albéric d'Arenberg, Rallié
- Bourges-2 : Eugène Baudin, Socialiste révolutionnaire
- Saint-Amand-1 : Christophe Pajot, Radical socialiste
- Saint-Amand-2 : Casimir Lesage, Radical
- Sancerre : Henry Maret, Radical

Source : journal Le Temps du 22 août et du 5 septembre 1893 sur Gallica,.

### VIIelégislature(1898-1902)
- Bourges-1 : Auguste Louis Albéric d'Arenberg, Républicain
- Bourges-2 : Jules Breton, Socialiste blanquiste
- Saint-Amand-1 : Christophe Pajot, Radical socialiste
- Saint-Amand-2 : Casimir Lesage, Radical socialiste
- Sancerre : Henry Maret, Radical socialiste

Source : journal Le Temps du 10 mai et du 24 mai 1898 sur Gallica,.

### VIIIelégislature(1902-1906)
- Bourges-1 : Louis Debaune, Radical
- Bourges-2 : Jules Breton, Socialiste
- Saint-Amand-1 : Christophe Pajot, Radical socialiste
- Saint-Amand-2 : Casimir Lesage, Radical socialiste
- Sancerre : Henry Maret, Radical socialiste

Source : journal Le Temps du 29 avril et du 13 mai 1902 sur Gallica,.

### IXelégislature(1906-1910)
- Bourges-1 :Louis Debaune, Radical socialiste
- Bourges-2 : Jules Breton, Socialistes unifiés
- Saint-Amand-1 : Christophe Pajot, Radical socialiste
- Saint-Amand-2 : Casimir Lesage, Radical socialiste
- Sancerre : Gustave Ravier, Radical socialiste

Sources : Journal Le Temps du 6 et du 22 mai 1906 sur Gallica - ,.

### Xelégislature(1910-1914)
- Bourges-1 : Louis Debaune, Radical socialiste
- Bourges-2 : Jules Breton, Républicain socialiste
- Saint-Amand-1 : Émile Dumas, Socialistes unifiés
- Saint-Amand-2 : Hippolyte Mauger, Socialistes unifiés
- Sancerre : Jean-Baptiste Morin, Radical socialiste

Sources : Journal Le Temps du 24 avril et du 8 mai 1910 sur Gallica - ,.

### XIelégislature(1914-1919)
- Bourges-1 : Louis Debaune, Radical socialiste
- Biurges-2 : Jules-Louis Breton, Républicain socialiste
- Saint-Amand-1 : Émile Dumas, SFIO
- Saint-Amand-2 : Hippolyte Mauger, SFIO
- Sancerre : Jean-Baptiste Morin, Radical socialiste, décédé le 8 août 1919, non remplacé

Sources : Journal Le Temps du 28 avril et du 12 mai 1914 sur Gallica - ,.

### XIIelégislature(1919-1924)
Les élections législatives de 1919 furent organisées au scrutin proportionnel de liste. Elles marquèrent au niveau national la victoire du "Bloc national" de centre-droit.
Liste de concentration républicaine
- Jules-Louis Breton, Républicain socialiste, élu sénateur en 1921, non remplacé
- Pierre Valude, Action républicaine et sociale
- Marcel Plaisant, Entente républicaine démocratique

Liste du parti socialiste
- Henri Laudier, SFIO

Liste d'union nationale républicaine
- Pierre Dubois de la Sablonnière, Entente républicaine démocratique

Source : Barodet, sur le site de l'Assemblée nationale - https://bibnum.sciencespo.fr/s/catalogue/ark:/46513/sc16m2kz#?c=&m=&s=&cv=.

### XIIIelégislature(1924-1928)
Les élections législatives de 1924 furent organisées au scrutin proportionnel de liste. Elles marquèrent au niveau national national la victoire du "Cartel des gauches".
Liste d'union républicaine et socialiste
- Émile Péraudin, non-inscrit, puis républicain socialiste
- Marcel Plaisant, Gauche radicale
- Pierre Valude, Parti radical et radical-socialiste

Liste du Bloc ouvrier-paysan
- Gaston Cornavin, PC-SFIC

Liste de concentration républicaine
- Augustin Massé, Gauche républicaine démocratique

Source : Barodet sur le site de l'Assemblée nationale - https://bibnum.sciencespo.fr/s/catalogue/ark:/46513/sc16m1m0#?c=&m=&s=&cv=

### XIVelégislature(1928-1932)
Les élections législatives furent au scrutin d'arrondissement majoritaire à deux tours de 1928 à 1936.
- Bourges-1 : Jean Autrand, Action démocratique et sociale
- Bourges-2 : André Breton, Républicain socialiste et socialiste français
- Sancerre : Joseph Mathieu, Union républicaine démocratique
- Saint-Amand : Augustin Massé, Républicain de gauche (modéré)

Source : Élections législatives 22-29 avril 1928 de Georges Lachapelle - https://gallica.bnf.fr/ark:/12148/bpt6k320439r.texteImage#

### XVelégislature(1932-1936)
- Saint-Amand : Charles Bedu, Radical-socialiste
- Bourges-2 : André Breton, Parti socialiste français
- Bourges-1 : Charles Cochet, SFIO
- Sancerre : Jean Castagnez, SFIO

### XVIelégislature(1936-1940)
- Sancerre : Jean Castagnez, SFIO
- Bourges-2 : Gaston Cornavin, PC-SFIC, déchu de son mandat le 21 janvier 1940 puis déporté en Algérie. Décédé le 10 juillet 1945.
- Saint-Amand : Robert Lazurick, SFIO, déchu de ses mandats par le Gouvernement de Vichy[16]
- Bourges-1 : Joseph Massé, Indépendants d'union républicaine et nationale (Droite)

## Députés du Cher sous leSecond Empire(1852-1870)
- Philippe Octave Amédée de Barral 1854-1856
- Jean Bidault 1852-1854
- Guillaume de Duranti-Concressault  1852-1856
- Jean Girault 1869-1870
- Jacques Guillaumin  1856-1870
- Louis-Armand-Alexandre Cœuret de Nesle 1856-1870

## Députés du Cher sous laSeconde République(1848-1852)
- Jean Bidault 1848, 1850
- Pierre Duplan
- Félix Pyat
- Prosper Duvergier de Hauranne  1848, 1851
- Léonce de Vogüé
- Louis Léger Vauthier
- Jean Louriou
- Étienne Bouzique
- Louis-Chrysostome Michel
- Jacques Poisle-Desgranges
- Jacques Viguier

## Chambre des députés (Monarchie de Juillet)

### IreLégislature(1830-1831)
- Frédéric Gaëtan de La Rochefoucauld-Liancourt
- Charles-Gilbert Heulhard de Montigny
- Jean-Baptiste de Montsaulnin
- Augustin Devaux

### IIeLégislature(1831-1834)
- Prosper Duvergier de Hauranne
- Frédéric Gaëtan de La Rochefoucauld-Liancourt
- Augustin Devaux

### IIIeLégislature(1834-1837)
- Prosper Duvergier de Hauranne
- Frédéric Gaëtan de La Rochefoucauld-Liancourt
- Augustin Devaux

### IVeLégislature(1837-1839)
- Prosper Duvergier de Hauranne
- Florent Mayet-Genetry
- Frédéric Gaëtan de La Rochefoucauld-Liancourt

### VeLégislature(1839-1842)
- Prosper Duvergier de Hauranne
- Claude-Denis Mater
- Frédéric Gaëtan de La Rochefoucauld-Liancourt

### VIeLégislature(1842-1846)
- Hippolyte François Jaubert nommé pair en 1844, remplacé par Florestan Bonnaire
- Prosper Duvergier de Hauranne
- Claude-Denis Mater
- Frédéric Gaëtan de La Rochefoucauld-Liancourt

### VIIeLégislature(17/08/1846-24/02/1848)
- Prosper Hochet
- Prosper Duvergier de Hauranne
- Claude-Denis Mater
- Frédéric Gaëtan de La Rochefoucauld-Liancourt

## Chambre des députés des départements (2eRestauration)

### Irelégislature(1815–1816)
- Jean-Baptiste Augier
- Antoine Boin
- Louis Stanislas Kostka de La Trémoïlle

### IIelégislature(1816-1823)
- Claude-Austrégésile de Bengy de Puyvallée
- Augustin Devaux
- Jean-Baptiste Augier
- Antoine Boin

### IIIelégislature(1824-1827)
- Alexandre Marie Gassot de Fussy
- Louis Joseph de Fougières
- Augustin Devaux
- Antoine Boin

### IVelégislature(1828-1830)
- Frédéric Gaëtan de La Rochefoucauld-Liancourt
- Alexandre Marie Gassot de Fussy
- Jean-Baptiste de Montsaulnin
- Augustin Devaux

### Velégislature(23 juin 1830-28 juillet 1830)
- Frédéric Gaëtan de La Rochefoucauld-Liancourt
- Charles-Gilbert Heulhard de Montigny
- Jean-Baptiste de Montsaulnin
- Augustin Devaux

## Chambre des représentants (Cent-Jours)
- Antoine Baudoin
- Jean-Baptiste Thévenard-Guérin
- Charles Regnaud
- Louis Delamétherie
- François Baucheton

## Chambre des députés des départements (1reRestauration)
- Jean-Baptiste Augier
- Pierre-François Petit

## Corps législatif(1800-1814)
- Jean-Baptiste Augier
- Pierre-François Petit
- Melchior Bézave de Mazières
- Pierre-Gabriel Béguin
- Pierre Trottier
- Louis-Antoine Fouquet

## Conseil des Cinq-Cents(1795-1799)
- Augustin Devaux
- Félix Bonnaire
- Pierre-Joseph Grangier
- Pierre Trottier
- François Baucheton
- Sylvain Pépin
- Jean-Marie Heurtault de Lammerville

## Convention nationale(1792-1795)
- Jacques Foucher
- Charles-Benoît Fauvre-Labrunerie
- Jacques Pelletier
- François Baucheton
- Sylvain Pépin
- Élie-François Dugenne
- Pierre Allasœur

## Assemblée législative (1791-1792)
- Louis-Antoine Fouquet
- Jacques Foucher
- Charles Cartier-Saint-René
- Pierre Anastase Torné
- Pierre Louis André Sabathier
- Pierre Huguet

## États généraux puis Assemblée constituante de 1789
- Pierre-Joseph Grangier
- François Baucheton
- Jean-Marie Heurtault de Lammerville